# Ville-di-Pietrabugno
Ville-di-Pietrabugno település Franciaországban, Haute-Corse megyében. Lakosainak száma 3187 fő (2022. január 1.). Ville-di-Pietrabugno San-Martino-di-Lota, Bastia és Patrimonio községekkel határos.

## Népesség
A település népessége az elmúlt években az alábbi módon változott:
| Lakosok száma | 1562 | 2827 | 2950 | 3063 | 3552 | 3379 | 3323 | 3328 | 3278 | 3187 |
|               | 1968 | 1982 | 1990 | 2006 | 2013 | 2015 | 2017 | 2019 | 2020 | 2022 |